# كهف تيمبورونج
كهف تيمبورونج (بالملايوية: Gua Tempurung)‏ هو كهف في جوبينج، فيرق، ماليزيا. وهي تحظى بشعبية كبيرة بين عشاق الكهوف أو هواة الكهوف. يبلغ طولها أكثر من 3 كيلومترات، وهو أحد أطول الكهوف في شبه الجزيرة الماليزية. تم تطوير جزء منه على شكل كهف عرض مع إضاءة كهربائية وممرات وهناك مجموعة من الجولات ذات الأطوال والصعوبة المختلفة. كهف نهري جيد، يمر ممر النهر بحوالي 1.6 كم عبر التل. هناك ثلاث غرف كبيرة جدًا وبعض الهوابط والصواعد المذهلة.
هناك خطط لتطوير المنطقة المحيطة. بحلول نهاية عام 2006، تم افتتاح مركز لسيارات السباق الصغيرة ومنطقة لركوب الخيل.